# Genocidio culturale degli uiguri
Il genocidio culturale degli uiguri è il nome dato ad una serie di violazioni dei diritti umani perpetrata dal governo cinese, sotto la direzione del Partito Comunista Cinese durante l'amministrazione del segretario generale del PCC Xi Jinping, contro gli uiguri ed altre minoranze etniche e religiose nello Xinjiang e nei suoi dintorni.
Dal 2014, la Repubblica Popolare Cinese ha perseguito una politica che ha portato oltre un milione di musulmani (la maggioranza dei quali uiguri) ad essere detenuti in campi di rieducazione senza procedimento legale in quella che è ritenuta da alcuni come la più grande detenzione di minoranze etniche e religiose dalla seconda guerra mondiale. I critici di queste politiche le hanno descritte come la sinizzazione dello Xinjiang e definite un etnocidio o genocidio culturale, mentre i parlamenti di Stati Uniti, Canada, Regno Unito, Paesi Bassi, Repubblica Ceca, Belgio, Lituania, svariati attivisti, ONG indipendenti, esperti di diritti umani, accademici, funzionari governativi ed il governo in esilio del Turkestan orientale lo hanno riconosciuto come un genocidio.
In particolare, è stata evidenziata la concentrazione di uiguri nei campi di rieducazione sponsorizzati dallo Stato (stimata in 1-3 milioni di persone, su circa 11 milioni di uiguri presenti in Cina), la repressione delle pratiche religiose e culturali uigure, l'indottrinamento politico, i gravi maltrattamenti e le testimonianze di violazioni dei diritti umani, tra cui sterilizzazione forzata e contraccezione (il che ha portato molti media a parlare anche di «genocidio demografico», visto il forte calo del tasso di natalità in aree della Cina con un'ampia fetta di popolazione uigura). Le statistiche del governo cinese mostrano che dal 2015 al 2018 i tassi di natalità nelle regioni a maggioranza uigura di Hotan e Kashgar sono crollati di oltre il 60%. Le autorità cinesi hanno ammesso che il tasso di natalità sia diminuito di quasi un terzo solo nel 2018 nello Xinjiang, ma hanno negato che vi avvengano sterilizzazione forzata e genocidio. Il tasso di natalità ha continuato a scendere nello Xinjiang, scendendo di quasi il 24% nel 2019, rispetto al solo 4,2% a livello nazionale.
Tuttavia, alcune delle fonti che parlano di «genocidio uiguro» sono state criticate da gruppi indipendenti o da gruppi affiliati alla Cina, mentre lo stesso impiego del termine "genocidio" per descrivere questo fenomeno è stato criticato anche dal The Economist.
All'interno dell'ONU, 39 Stati membri, tra cui l'Italia, condannano le politiche della Cina nello Xinjiang, mentre 45 Stati membri (inizialmente erano 54) le sostengono. Durante l'estate 2020, diversi gruppi per i diritti umani hanno chiesto alla Corte penale internazionale e al Consiglio per i diritti umani delle Nazioni Unite di indagare sui funzionari cinesi per accuse di crimini contro l'umanità e genocidio. Nel dicembre 2020, la Corte penale internazionale ha rifiutato di intraprendere un'azione investigativa contro la Cina, in quanto non aveva giurisdizione sulla Cina per la maggior parte dei crimini, non essendo la Cina un membro della Corte.

## Contesto storico

### Conflitto nello Xinjiang
Diverse dinastie cinesi hanno storicamente esercitato il controllo su parti del moderno Xinjiang. La regione passò sotto il moderno dominio cinese a seguito dell'espansione verso ovest della dinastia Qing, che vide anche le conquiste del Tibet e della Mongolia.
Dopo l'assassinio del 1928 di Yang Zengxin, il governatore del Khanato Kumul semi-autonomo nello Xinjiang orientale sotto la Repubblica di Cina, Jin Shuren, succedette a Yang come governatore del Khanato. Alla morte del Kamul Khan Maqsud Shah nel 1930, Jin abolì completamente il Khanato e prese il controllo della regione come signore della guerra. Nel 1933, la Prima Repubblica del Turkestan orientale fu fondata durante la ribellione Kumul. Nel 1934, la Prima Repubblica del Turkestan fu conquistata dal signore della guerra Sheng Shicai con l'aiuto dell'Unione Sovietica prima che Sheng si riconciliasse con la Repubblica di Cina nel 1942. Nel 1944, la ribellione Ili portò alla Seconda Repubblica del Turkestan orientale, dipendente dall'Unione Sovietica per il commercio, le armi e il «tacito consenso» per la sua esistenza prima di essere assorbita nella Repubblica popolare cinese nel 1949.
Dagli anni '50 agli anni '70, il governo cinese ha sponsorizzato una migrazione di massa di cinesi Han nella regione e ha introdotto una serie di politiche per sopprimere l'identità culturale e la religione degli uiguri. Durante questo periodo emersero diverse organizzazioni separatiste uiguri con un potenziale sostegno dall'Unione Sovietica, con il Partito popolare del Turkestan orientale che era il più grande nel 1968. Durante gli anni '70, i sovietici sostenevano il Fronte rivoluzionario unito del Turkestan orientale (URFET) in funzione anti-cinese.
Nel 1997, una retata della polizia e l'esecuzione di 30 sospetti separatisti durante il Ramadan portarono a grandi manifestazioni nel febbraio 1997 che sfociarono nell'incidente di Ghulja, una repressione violenta da parte dell'Esercito popolare di liberazione cinese che portò ad almeno nove morti. Ciò portò ad una escalation: gli attentati sugli autobus di Ürümqi alla fine del mese uccisero nove persone con responsabilità riconosciute dai gruppi di esiliati uiguri. Nel marzo 1997, una bomba su un autobus uccise due persone con responsabilità rivendicate dai separatisti uiguri e dall'Organizzazione per la libertà del Turkistan orientale con sede in Turchia.

Bandiera del Partito Islamico del Turkestan.

Nel luglio 2009, nello Xinjiang sono scoppiati disordini in risposta a una violenta disputa tra lavoratori uiguri e cinesi Han in una fabbrica che ha provocato oltre cento morti. In seguito alle rivolte, degli uiguri terroristi hanno ucciso dozzine di cinesi Han in attacchi coordinati dal 2009 al 2016, come ad esempio l'attentato nel marzo 2014 alla stazione ferroviaria di Kunming. Gli attacchi sono stati condotti da separatisti uiguri, alcuni orchestrati dall'organizzazione terroristica designata dalle Nazioni Unite Partito Islamico del Turkestan (ex Movimento Islamico del Turkistan Orientale). All'estero, nel 2016 terroristi uiguri hanno bombardato l'ambasciata cinese in Kirghizistan; nel 2014, hanno ucciso 25 persone in un attacco a un santuario thailandese popolare tra i turisti cinesi.
Durante il picco della guerra civile siriana (2011-2017), alcune migliaia di uiguri dalla Cina (su oltre 11 milioni di uiguri in Cina) sono andati in Siria e si sono uniti all'ISIS e ad Al Qaeda. I combattenti uiguri volevano imparare le abilità di combattimento e tornare in Cina. Anche circa 50.000 uiguri si sono trasferiti in Turchia, per lo più in città vicine al confine con la Siria.

## Politiche governative

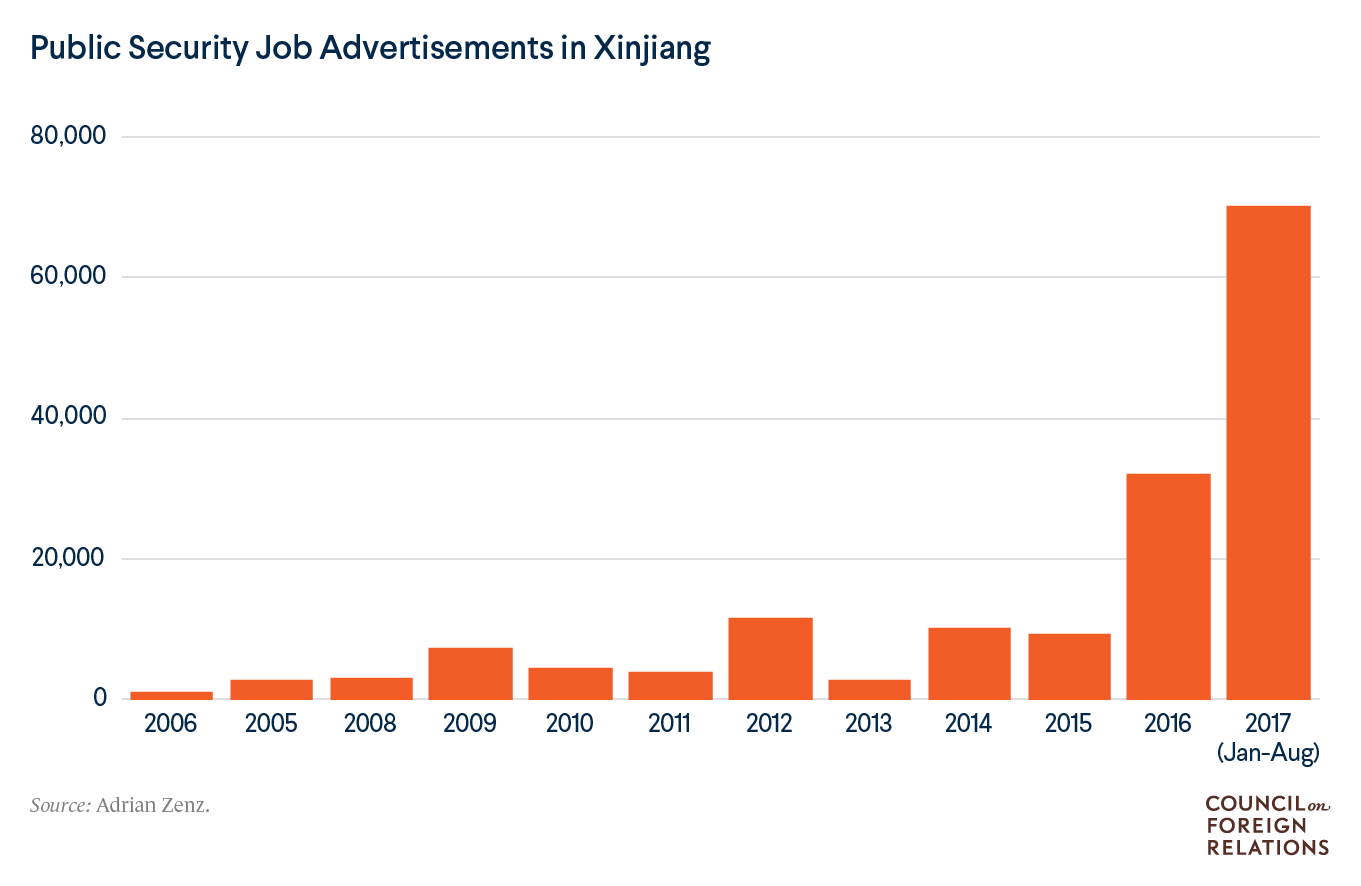
Lavori di polizia nello Xinjiang che crescono con i campi di internamento, grafico del think tank Council on Foreign Relations.

### Iniziale "Campagna Strike Hard contro il terrorismo violento"
Nell'aprile 2010, dopo le rivolte a Ürümqi del luglio 2009, Zhang Chunxian ha sostituito l'ex capo del Partito Comunista Wang Lequan, che era stato dietro le politiche religiose nello Xinjiang per 14 anni. Nel maggio 2014, Radio Free Asia,  un'agenzia di stampa nata nel 1994 finanziata dal governo statunitense, riporta che la Cina ha lanciato la "Campagna Strike Hard contro il terrorismo violento" nello Xinjiang in risposta alle crescenti tensioni tra i cinesi Han e la popolazione uigura dello stesso Xinjiang. Nell'annunciare la campagna, il leader cinese Xi Jinping ha affermato che «la pratica ha dimostrato che la strategia di governo del nostro partito nello Xinjiang è corretta e deve essere mantenuta a lungo termine» nel maggio 2014.

### Regolamento del 2017
Reuters riporta che nuovi divieti e regolamenti sono stati implementati il 1º aprile 2017: barbe lunghe e indossare veli in pubblico erano entrambi vietati, Non guardare la televisione statale o ascoltare trasmissioni radiofoniche, rifiutarsi di attenersi alle politiche di pianificazione familiare o rifiutarsi di consentire ai propri figli di frequentare le scuole statali diventarono tutti comportamenti proibiti. Dare a un bambino un nome che «esagerasse il fervore religioso», come Maometto, è diventato illegale. Insieme a questo, Reuters riporta che molte moschee sono state demolite o distrutte.
Gli sforzi per la "rieducazione" sono iniziati nel 2014 e sono stati ampliati nel 2017. Sono stati costruiti campi di detenzione per l'alloggio degli studenti dei programmi di rieducazione, la maggior parte dei quali sono uiguri. Il governo cinese non ha riconosciuto la loro esistenza fino al 2018 e li ha definiti "centri di istruzione e formazione professionale". Questo nome è stato cambiato in "centri di formazione professionale" nel 2019. Le dimensioni dei campi sono triplicate dal 2018 al 2019 nonostante il governo cinese abbia affermato che la maggior parte dei detenuti era stata rilasciata.

### Giustificazione dell'anti-terrorismo
La Cina ha usato la "guerra al terrore" globale degli anni 2000 per inquadrare tutti i disordini separatisti ed etnici come atti di terrorismo islamista per legittimare le sue politiche contro l'insurrezione nello Xinjiang.
Nell'agosto 2018, il Comitato delle Nazioni Unite per l'eliminazione della discriminazione razziale ha denunciato la «definizione ampia di terrorismo e vaghi riferimenti all'estremismo» utilizzata dalla legislazione cinese, rilevando che c'erano numerose segnalazioni di detenzione di un gran numero di uiguri etnici e di altre minoranze musulmane con il «pretesto di contrastare il terrorismo».
Nel 2019, il comitato di redazione del Wall Street Journal, Sam Brownback e Nathan Sales hanno affermato che il governo cinese usa costantemente l'«antiterrorismo» come pretesto per la soppressione culturale e le violazioni dei diritti umani.

## Effetti culturali

### Moschee
Secondo Pechino, ci sono circa 24.400 moschee nello Xinjiang, una media di una moschea ogni 530 musulmani.
Nel 2005, Human Rights Watch ha riferito che «le informazioni sparse nelle fonti ufficiali suggeriscono che la ritorsione» contro le moschee non sponsorizzate dallo Stato cinese era prevalente, e che il segretario del partito dello Xinjiang ha affermato che gli uiguri «non dovrebbero costruire nuovi luoghi per attività religiose». Il governo cinese ha proibito ai minori di partecipare ad attività religiose nello Xinjiang in un modo che, secondo Human Rights Watch, «non ha alcun fondamento nella legge cinese».
Secondo un'analisi del The Guardian, oltre un terzo delle moschee e dei siti religiosi in Cina ha subito «danni strutturali significativi» tra il 2016 e il 2018, con quasi un sesto di tutte le moschee e i santuari completamente rasi al suolo. Ciò include la tomba dell'Imam Asim, una tomba di fango nel deserto del Taklamakan. Secondo The Guardian, i musulmani uiguri credono che ripetuti pellegrinaggi alla tomba adempirebbero all'obbligo di un musulmano di completare l'Hajj.
Secondo il The Guardian, un giornalista che ha visitato la regione orientale di Qumul nel 2017 ha appreso da funzionari locali che oltre 200 delle 800 moschee nella regione sono state distrutte e che più di 500 sarebbero state demolite nel 2018.
Un rapporto della CNN del 2019 ha ipotizzato che dozzine di moschee siano state distrutte durante la repressione della Cina.
La Cina è stata accusata dal think-tank australiano Australian Strategic Policy Institute (ASPI) di demolire moschee. In risposta alle accuse, CGTN ha riportato che la regione autonoma uigura ha stanziato fondi per il restauro di alcune delle principali moschee. mentre altre hanno messo in dubbio l'autenticità delle immagini ritraenti demolizioni. La stessa CGTN ha accusato l'ASPI di essere finanziata dal Dipartimento di Stato degli Stati Uniti, dal governo giapponese e taiwanese per attuare una forte campagna anti-cinese. La Xinhua ha intervistato alcuni residenti dello Xinjiang che hanno smentito la demolizione delle moschee.

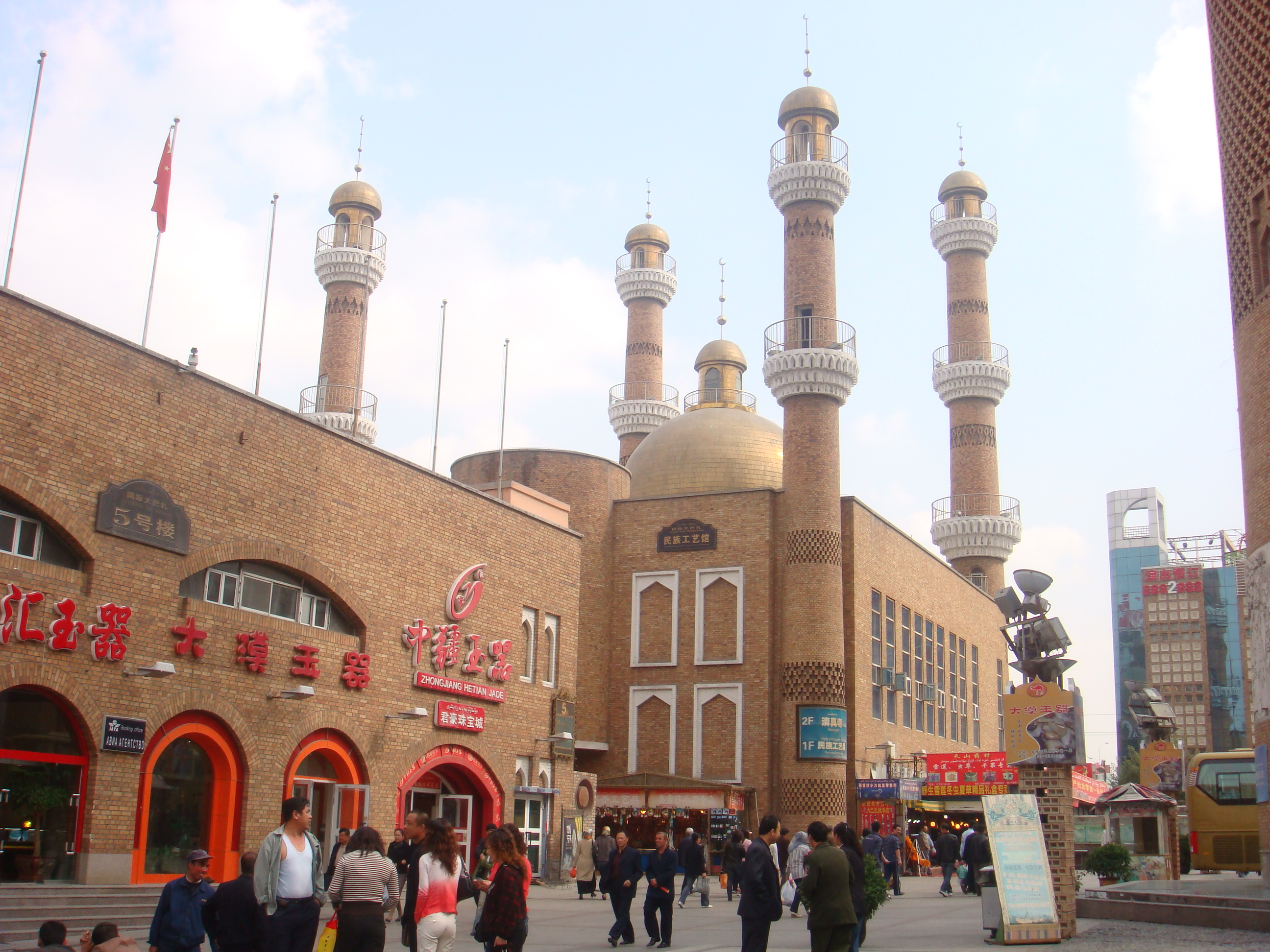
Moschea a Urumqi.
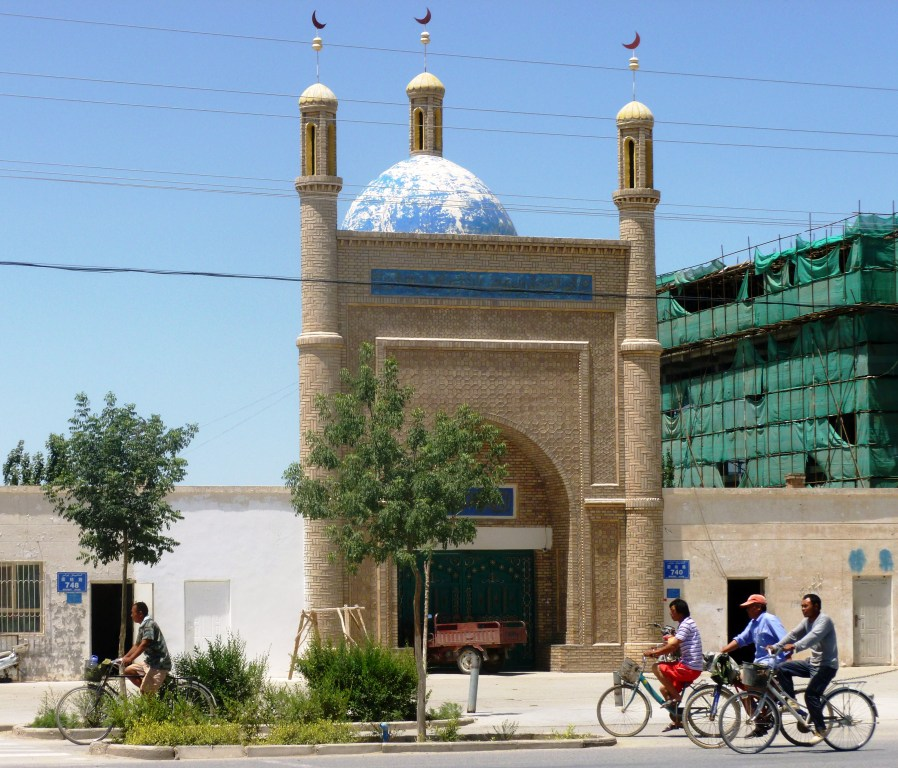
Moschea a Charklik.
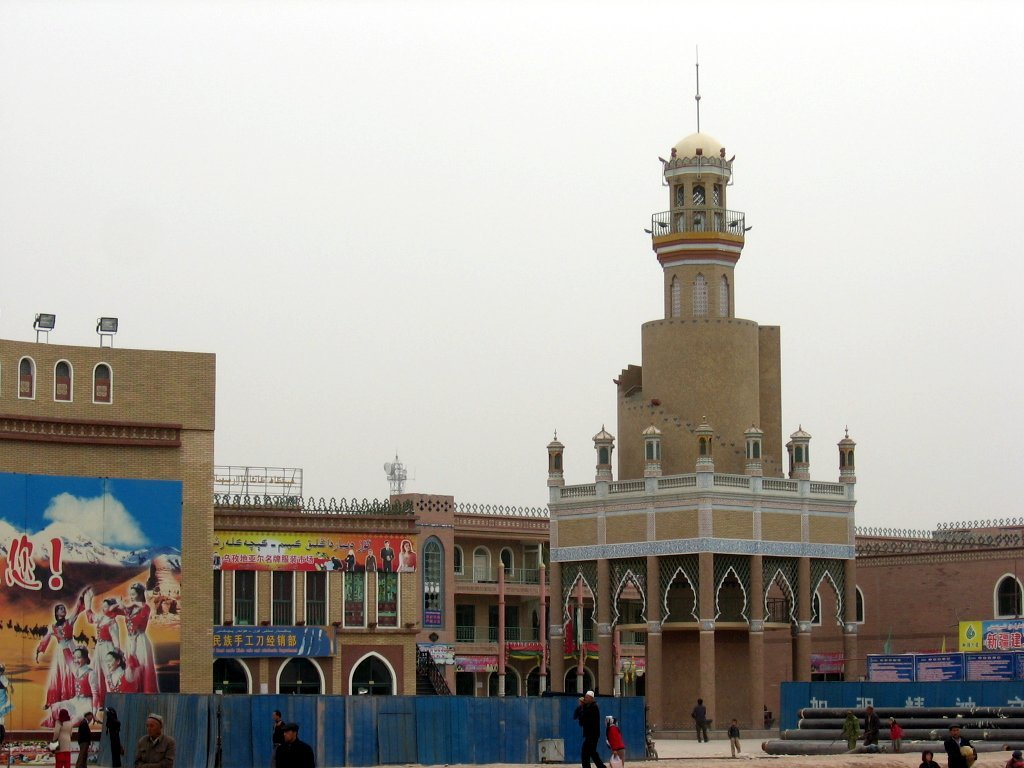
Minareto di Kashgar.
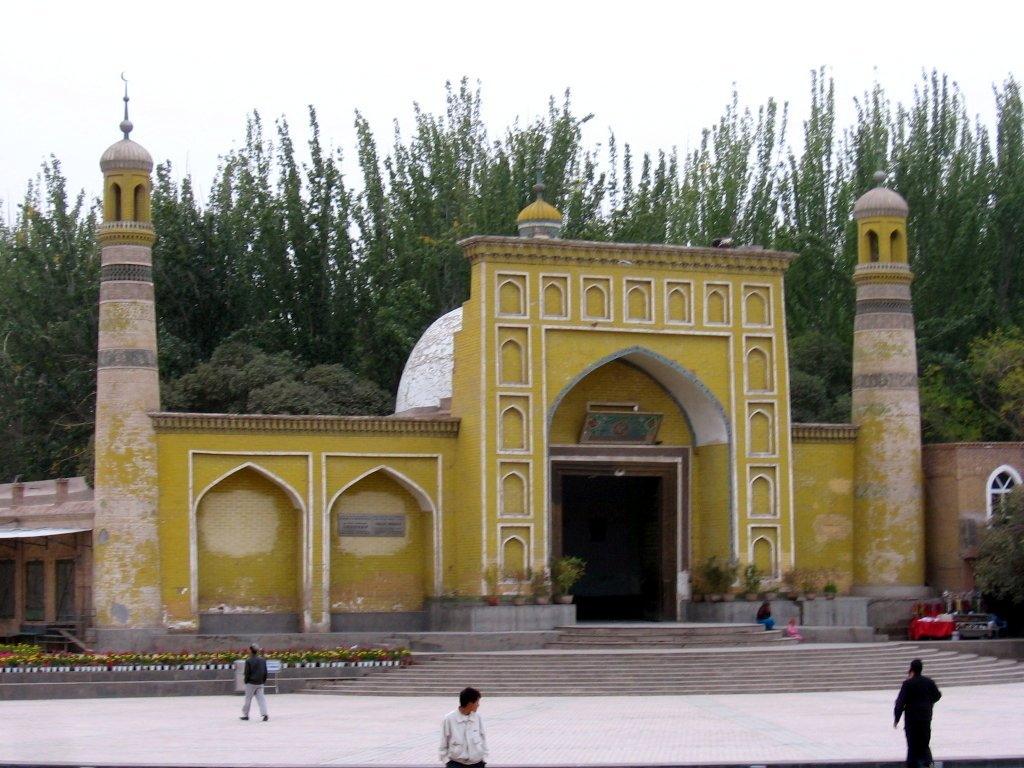
Moschea di Id Kah a Kashgar.

### Formazione scolastica
Nel 2011, le scuole dello Xinjiang sono passate all'«istruzione bilingue». La maggior parte dell'insegnamento avviene in cinese mandarino, con solo poche ore settimanali dedicate alla letteratura uigura. Nonostante questa enfasi sull'«educazione bilingue», a pochi bambini cinesi Han viene insegnato a parlare uiguro.
Secondo il The Diplomat, gli studenti uiguri vengono inoltre inviati sempre più spesso in scuole residenziali lontane dalle loro comunità di origine, dove possono parlare uiguro.
Secondo un rapporto del 2020 di Radio Free Asia, l'istruzione monolingue in cinese mandarino è stata introdotta in un'influente scuola superiore di Kashgar che in precedenza forniva istruzione bilingue.

### Detenuti accademici e religiosi
L'Uyghur Human Rights Project ha identificato almeno 386 intellettuali uiguri che sono stati detenuti e scomparsi dall'inizio del 2017 come vittime della massiccia campagna di repressione etno-religiosa condotta dal governo cinese nella patria uigura.
L'economista uiguro Ilham Tohti è stato condannato all'ergastolo nel 2014. Amnesty International ha definito la sua condanna ingiustificata e deplorevole. Anche Rahile Dawut, un'importante antropologa uigura che ha studiato e conservato santuari islamici, canti tradizionali e folklore, è stata imprigionata.

### Cimiteri
Nel settembre 2019, l'Agence France-Presse (AFP) ha visitato 13 cimiteri distrutti in quattro città e ha assistito a ossa scoperte che rimanevano ancora in 4 di essi. Attraverso l'esame delle immagini satellitari, l'agenzia di stampa ha stabilito che la campagna di grave distruzione era attiva da più di un decennio. Secondo un precedente rapporto dell'AFP, tre cimiteri nella contea di Xayar erano tra dozzine di cimiteri uiguri distrutti nello Xinjiang tra il 2017 e il 2019. Le ossa umane portate alla luce dai cimiteri nella contea di Xayar furono scartate. Nel gennaio 2020, un rapporto della CNN basato sull'analisi delle immagini satellitari di Google Maps ha affermato che le autorità cinesi hanno distrutto più di 100 cimiteri nello Xinjiang, principalmente uiguri. La CNN ha collegato la distruzione dei cimiteri alla campagna del governo per controllare gli uiguri e i musulmani in modo più ampio. Il governo cinese definisce il cimitero e la distruzione delle tombe «ricollocazioni» e afferma che i morti vengono nuovamente sepolti in nuovi cimiteri standardizzati.
Tra i cimiteri distrutti c'è il Cimitero Sultanim (37°07′02″N 79°56′04″E), il centrale cimitero storico uiguro con generazioni di sepolture e più santuario sacro nella città di Hotan, che è stato demolito e convertito in parcheggio tra il 2018 e il 2019. La CGTN, un canale internazionale di proprietà statale cinese affiliato al Partito Comunista Cinese, ha affermato che le tombe sarebbero state trasferite.

### Incentivi al matrimonio

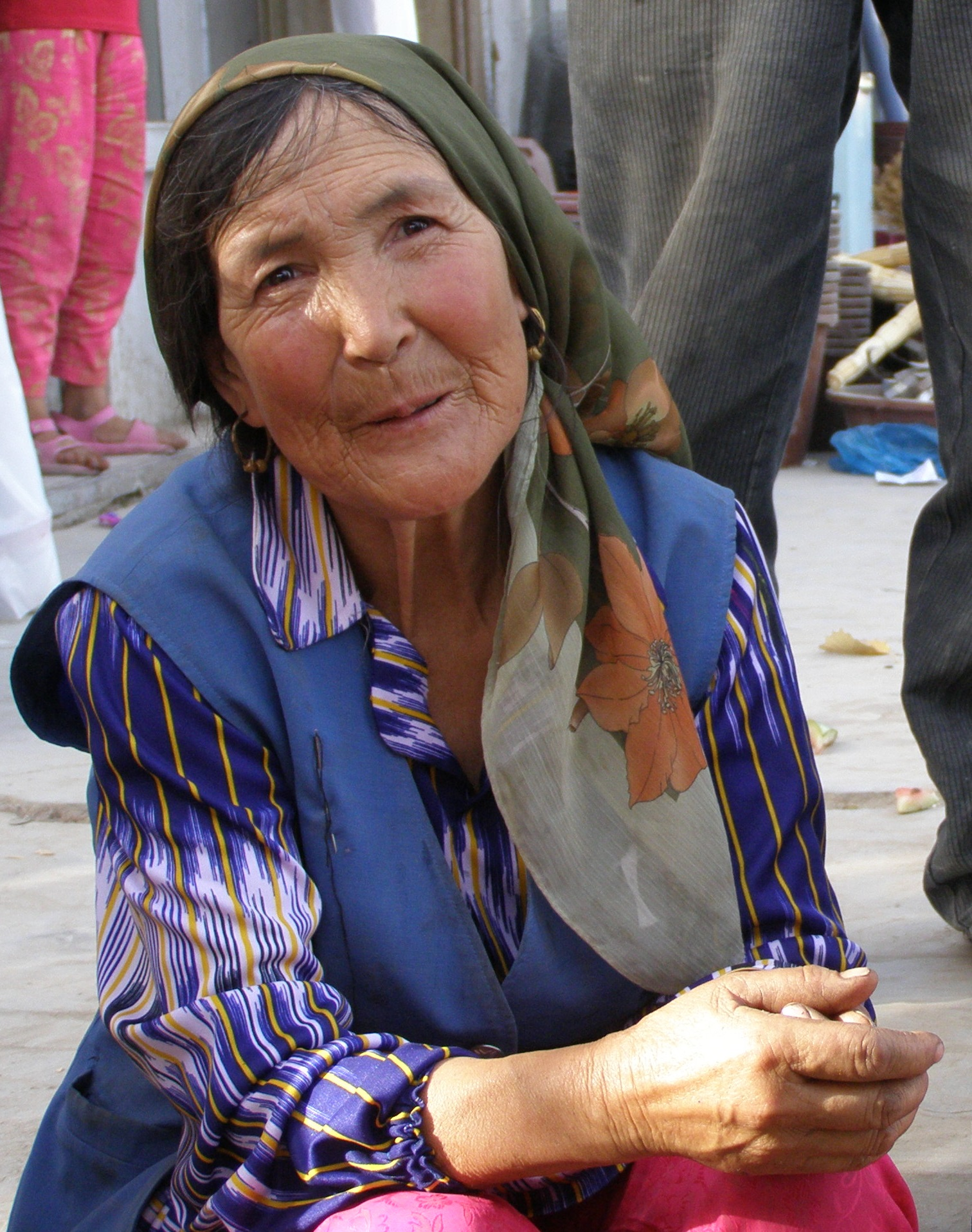
Donna uigura nello Xinjiang

Secondo l'esperta di studi di genere Leta Hong Fincher, il governo cinese ha offerto alle coppie uiguri incentivi per avere meno figli e affinché le donne si sposino con persone al di fuori della loro etnia. Secondo il coordinatore del progetto Uyghur Human Rights Project, Zubayra Shamseden, il governo cinese «vuole cancellare la cultura e l'identità uigura ricostruendo le sue donne».

I matrimoni tra uiguri e cinesi han sono incoraggiati con sussidi dal governo. Nell'agosto 2014, le autorità locali della contea di Cherchen (contea di Qiemo) hanno annunciato: «Misure di incentivazione per incoraggiare i matrimoni misti uiguri-cinesi», inclusa una ricompensa in contanti di 10.000 CNY (circa 1.450 dollari USA) all'anno per i primi cinque anni a tali coppie sposate e preferenziale trattamento in ambito lavorativo e abitativo più istruzione gratuita per le coppie, i genitori e la prole. Il segretario del PCC della contea Zhu Xin ha osservato:
La nostra difesa dei matrimoni misti promuove l'energia positiva... Solo promuovendo la creazione di una struttura sociale e un ambiente comunitario in cui tutti i gruppi etnici siano incorporati l'uno nell'altro... possiamo promuovere la grande unità, la fusione etnica e lo sviluppo di tutti i gruppi etnici nello Xinjiang, e finalmente realizzare il nostro sogno cinese di grande ringiovanimento della nostra nazione cinese.
Nell'ottobre 2017, sulla pagina dei social media della contea di Lop è stato celebrato il matrimonio di un cinese Han della provincia di Henan con una donna uigura della contea di Lop:
Lasceranno che l'unità etnica fiorisca per sempre nei loro cuori,

Lascia che l'unità etnica diventi la propria carne e il proprio sangue.
Darren Byler, un antropologo ed esperto di Cina presso l'Università di Washington, ha affermato che una campagna sui social media nel 2020 per sposare 100 donne uiguri con uomini cinesi Han ha indicato che «una certa dinamica di potere razzializzato fa parte di questo processo», commentando, «Sembra che questo sia uno sforzo per produrre una maggiore assimilazione e diminuire la differenza etnica trascinando gli uiguri in relazioni dominate dagli Han».
Nel mese di marzo 2017, Salamet Memetimin, di etnia uigura e segretario del Partito Comunista per il villaggio di Bekchan nella contea di Qira, è stato sollevato dall'incarico per prendere i voti matrimoniali Nikah a casa sua. Nelle interviste con Radio Free Asia nel 2020, i residenti e i funzionari della contea di Shufu, nella prefettura di Kashgar, hanno affermato che non era più possibile eseguire i riti tradizionali del matrimonio uiguro nikah nella contea.

### Capi di abbigliamento
Le autorità cinesi scoraggiano l'uso di foulard, veli e altri abiti islamici nella regione. Il 20 maggio 2014 è scoppiata una protesta ad Alakaga, nella contea di Kuqa, prefettura di Aksu, quando 25 donne e studentesse sono state arrestate per aver indossato il velo. Secondo un funzionario locale, ci sono stati due morti e cinque feriti quando la polizia speciale armata ha sparato sui manifestanti. Successivamente, una squadra del Washington Post è stata detenuta ad Alakaga e alla fine deportata dalla regione.

### Nomi di bambini
Secondo Radio Free Asia, agenzia di stampa statunitense, nel 2015 a Hotan è stato promulgato un elenco di nomi vietati ai bambini chiamato «Regole di denominazione per le minoranze etniche», bandendo nomi dal significato potenzialmente religioso tra cui Islam, Corano, Mecca, Jihad, Imam, Saddam, Hajj e Medina. L'uso dell'elenco è stato successivamente esteso a tutto lo Xinjiang.

## Accuse di violazioni dei diritti umani

### All'interno dei campi di internamento
Organizzazioni non governative e think-tank hanno evidenziato la presenza nei campi di rieducazione sponsorizzati dallo Stato di circa 1-3 milioni di uiguri su circa 11 milioni presenti in Cina.

#### Tortura
Human Rights Watch, un'organizzazione senza scopo di lucro con sede a New York, ha denunciato «abusi dilaganti», tra cui tortura e processi iniqui, degli uiguri.
Mihrigul Tursun, una giovane madre uigura, ha detto di essere stata «torturata e sottoposta ad altre brutali condizioni». È stata drogata, interrogata per giorni senza dormire, legata a una sedia e scossa dall'elettricità. Era la terza volta che veniva mandata in un campo dal 2015. La Tursun ha detto ai giornalisti che si ricorda che gli inquirenti le dicevano: «Essere uigura è un crimine». Secondo quanto riferito dal portavoce del Ministero degli esteri cinese, Mihirigul aveva lasciato la Cina nel 2012, ottenuto la residenza in Egitto nel 2015 e tre anni dopo rinunciò alla cittadinanza cinese a favore di quella egiziana.
Un altro detenuto in passato, Kayrat Samarkand, ha detto che «Mi hanno fatto indossare quelli che chiamano "vestiti di ferro", un vestito di metallo che pesava più di 50 libbre... Ha costretto le mie braccia e le mie gambe in una posizione tesa. Non riuscivo per nulla a muovermi e la mia schiena soffriva terribilmente... Hanno fatto indossare alle persone questa cosa per rompere il loro spirito. Dopo 12 ore, in questo modo sono diventato malleabile, taciturno e legale».

#### Sterilizzazioni obbligatorie e contraccezione
Zumrat Dwut, una donna uigura, ha affermato di essere stata sterilizzata con la forza durante la sua permanenza in un campo prima che suo marito fosse in grado di tirarla fuori tramite richieste ai diplomatici pakistani. Mentre Dwut non specifica come è stata sterilizzata, altre donne raccontano di aver ricevuto con la forza degli impianti contraccettivi.
Nel 2020, i resoconti pubblici hanno continuato a indicare che era in corso una sterilizzazione obbligatoria su larga scala, con l'Associated Press che riportava che esiste una pratica «diffusa e sistematica» di costringere le donne uigure e di altre minoranze etniche a prendere farmaci anticoncezionali nella regione dello Xinjiang. Molte donne hanno affermato di essere state costrette a ricevere impianti contraccettivi.

#### Lavaggio del cervello
Kayrat Samarkand ha descritto la sua routine del campo in un articolo per l'emittente governativa statunitense NPR: oltre a vivere in quartieri angusti, dice che i detenuti dovevano cantare canzoni per lodare il leader cinese Xi Jinping prima di poter mangiare. Dice che i detenuti sono stati costretti a memorizzare un elenco di quelle che chiama «126 bugie» sulla religione: «La religione è oppio, la religione è cattiva, non devi credere in nessuna religione, devi credere nel Partito Comunista», ricorda. «Solo il Partito Comunista potrà condurti a un futuro radioso».
Documenti trapelati al New York Times da un anonimo funzionario cinese consigliavano che «se gli studenti avessero chiesto se i loro genitori scomparsi avevano commesso un crimine, gli sarebbe stato detto di no, ma solo che il loro pensiero è stato infettato da pensieri malsani. La libertà è possibile solo quando questo "virus" nel loro pensiero è stato sradicato e sono in buona salute».
La Heritage Foundation ha riferito che «i bambini i cui genitori sono detenuti nei campi vengono spesso mandati in orfanotrofi statali e sottoposti a lavaggio del cervello per dimenticare le loro radici etniche. Anche se i loro genitori non sono detenuti, i bambini uiguri devono trasferirsi nella Cina interna e immergersi nella cultura Han secondo la politica delle "classi dello Xinjiang" del governo cinese».

#### Lavoro duro e faticoso
Secondo Quartz, la regione dello Xinjiang è descritta come un «"gulag del cotone" dove il lavoro carcerario è presente in tutte le fasi della filiera del cotone...».
Tahir Hamut, un musulmano uiguro, ha lavorato in un campo di lavoro durante la scuola elementare quando era bambino, e in seguito ha lavorato in un campo di rieducazione da adulto, svolgendo compiti come raccogliere cotone, spalare ghiaia e fabbricare mattoni. «Tutti sono costretti a fare tutti i tipi di lavori forzati o ad affrontare la punizione», ha detto. «Chiunque non sia in grado di portare a termine i propri compiti sarà picchiato».

#### Violenza sessuale
Nel gennaio 2021, la BBC News ha riportato resoconti di stupri di massa organizzati e torture sessuali che sarebbero stati compiuti dalle autorità cinesi nei campi di internamento. Molte donne che erano state precedentemente detenute nei campi di internamento dello Xinjiang hanno denunciato pubblicamente abusi sessuali sistemici. Gli ufficiali governativi cinesi hanno negato tali accuse. Reuters ha riferito nel marzo 2021 che i funzionari del governo cinese avrebbero anche divulgato informazioni mediche personali di donne testimoni nel tentativo di screditarle.

### Fuori dai campi di internamento

#### IUD e controllo delle nascite
Secondo un fax fornito alla CNN dal governo regionale dello Xinjiang, il tasso di natalità nella regione dello Xinjiang è diminuito del 32,68% dal 2017 al 2018. Nel 2019, il tasso di natalità è diminuito del 24% su base annua, un calo significativamente maggiore rispetto al calo del 4,2% registrato in tutta la Repubblica Popolare Cinese.
Le autorità regionali non contestano la diminuzione dei tassi di natalità ma negano fermamente che si stia verificando un genocidio ed una sterilizzazione forzata, sostenendo pubblicamente che la diminuzione del tasso di natalità è dovuta «alla completa attuazione della politica di pianificazione familiare». L'ambasciata cinese negli Stati Uniti ha affermato che la politica sarebbe positiva e responsabilizzante per le donne uigure, scrivendo in un tweet (poi rimosso per le politiche contro la "disumanizzazione" del social) del proprio account ufficiale (poi bloccato) che le donne uigure non sarebbero più «macchine per bambini», citando un articolo del China Daily.

#### Convivenza forzata e aborto
Nel 2018, i dipendenti pubblici cinesi hanno iniziato i soggiorni domiciliari obbligatori con famiglie uiguri per gli aiuti all'assimilazione.
Una donna incinta di 37 anni della regione dello Xinjiang ha dichiarato di aver tentato di rinunciare alla cittadinanza cinese per vivere in Kazakistan, ma il governo cinese le ha detto che doveva tornare in Cina per completare il processo. Ha subito un aborto che riteneva fosse necessario per impedire la detenzione di suo fratello.

#### Raccolta di organi
Ethan Gutmann, un collega del think tank conservatore Foundation for Defense of Democracies e osservatore della Cina, ha concluso che il prelievo di organi da prigionieri di coscienza è diventato prevalente quando i membri del gruppo etnico uigura sono stati presi di mira in repressioni di sicurezza e «campagne durissime» durante gli anni 90. Secondo Gutmann, il prelievo di organi da prigionieri uiguri è terminato nel 1999 con i membri del gruppo religioso del Falun Gong che hanno sorpassato gli uiguri come fonte di organi (vedi persecuzione del Falun Gong).
Negli anni 2010, sono riemerse le preoccupazioni per il prelievo di organi dagli uiguri. Secondo una determinazione unanime del China Tribunal, la Cina ha perseguitato e sottoposto a test medici gli uiguri. Il suo rapporto esprimeva preoccupazione per il fatto che gli uiguri fossero vulnerabili al prelievo di organi, ma non avevano ancora prove del suo verificarsi.

## Uso della tecnologia biometrica e di sorveglianza

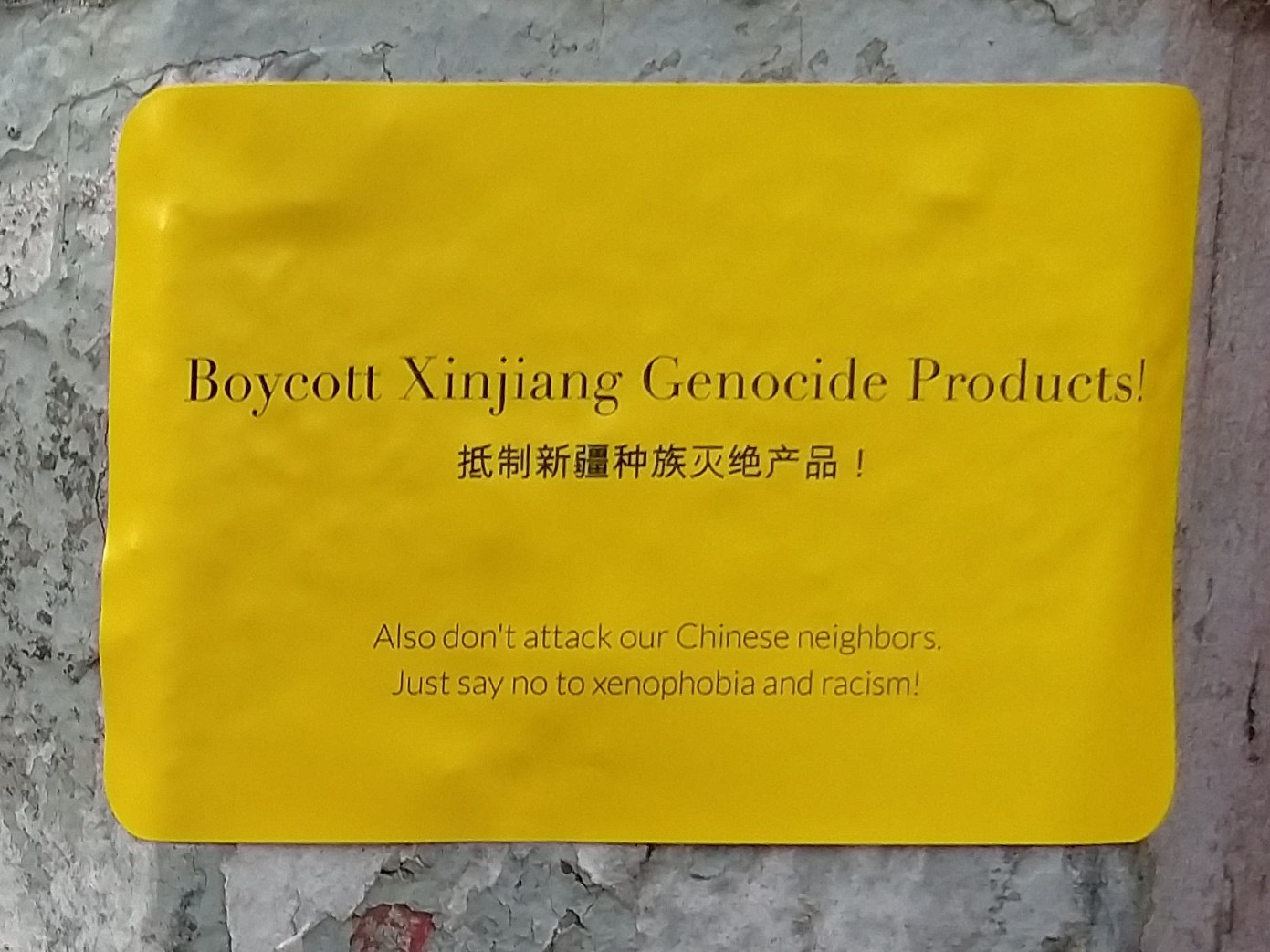
Volantino per il boicottaggio dei prodotti dello Xinjiang a New York, recita: «Boicottate i prodotti del genocidio dello Xinjiang! Inoltre, non attaccare i nostri vicini cinesi. Dì solo no alla xenofobia e al razzismo!»

Le autorità cinesi hanno utilizzato la tecnologia biometrica per rintracciare le persone nella comunità uigura. Secondo Yahir Imin, uno uiguro di 38 anni, le autorità cinesi nello Xinjiang hanno prelevato sangue, scannerizzato il suo viso, registrato le sue impronte digitali e documentato la sua voce. Come affermato nell'articolo scritto da Sui-Lee Wee, un tassello chiave nella strategia cinese è raccogliere materiale genetico da milioni di persone nella regione dello Xinjiang. Il materiale genetico contribuisce a un ampio database in grado di rintracciare gli individui uiguri che sfidano la campagna. La Cina ha esplorato l'uso della tecnologia di riconoscimento facciale per ordinare le persone in base all'etnia e come utilizzare il DNA per capire se un individuo è uigura. Secondo un assistente professore presso l'Università di Windsor in Ontario, Mark Munsterhjelm, la Repubblica Popolare Cinese sta creando «tecnologie usate per dare la caccia alle persone».
Nel 2017, le costruzioni legate alla sicurezza sono triplicate nello Xinjiang. Secondo Charles Rollet, «i progetti [in Cina] includono non solo telecamere di sicurezza ma anche hub di analisi video, sistemi di monitoraggio intelligenti, big data center, posti di blocco della polizia e persino droni». Il Ministero della Pubblica Sicurezza ha investito miliardi di dollari in due principali piani governativi: il progetto Skynet (天网 工程) e il progetto Sharp Eyes (雪亮 工程). Questi due progetti combinati stanno raggiungendo la supervisione della popolazione cinese entro il 2020 attraverso il riconoscimento facciale della videocamera. Secondo Morgan Stanley, entro il 2020 ci saranno installazioni di 400 milioni di telecamere di sicurezza. Diverse start-up cinesi hanno costruito algoritmi per consentire al governo cinese di rintracciare il gruppo di minoranza musulmana. Queste start-up includono SenseTime, CloudWalk, Yitu, Megvii e Hikvision.
Nel dicembre 2020, la società di ricerca specializzata Ipvm ha scoperto un documento firmato da rappresentanti di Huawei, poi rimosso dal sito web del gruppo, da cui si evinceva come Huawei abbia collaborato allo sviluppo di un sistema di «allarme uiguro» con Megvii, un software di riconoscimento facciale in grado di rilevare i tratti del volto di uno uiguro e segnalarli alle autorità.

### Dati biometrici
I funzionari di Tumxuk hanno raccolto centinaia di campioni di sangue da individui uiguri, contribuendo alla campagna per la raccolta di massa del DNA. Tumxuk è stato definito «un importante campo di battaglia per il lavoro di sicurezza dello Xinjiang» dai media statali. Nel gennaio 2018, a Tumxuk è stato costruito un laboratorio di DNA forense supervisionato dall'Institute of Forensic Science of China. I documenti all'interno del laboratorio hanno mostrato che il laboratorio era supportato da software creato da Thermo Fisher Scientific, una società del Massachusetts. Questo software è stato utilizzato in corrispondenza per creare sequenziatori genetici, utili nell'analisi del DNA. In risposta, Thermo Fisher ha dichiarato a febbraio che avrebbe interrotto la vendita nella regione dello Xinjiang a seguito di «valutazioni specifiche dei fatti».

### Tracciamento GPS sulle auto
I funzionari della sicurezza hanno ordinato ai residenti nella regione nord-occidentale della Cina di installare dispositivi di localizzazione GPS nei loro veicoli in modo che le autorità possano monitorare i loro movimenti. Questa misura colpisce i residenti nella regione dello Xinjiang e le autorità hanno affermato che «è necessaria per contrastare le attività degli estremisti islamici e dei separatisti». Un annuncio da parte dei funzionari della Prefettura Autonoma Mongola di Bayingolin ha proclamato che «esiste una grave minaccia dal terrorismo internazionale e le auto sono state utilizzate come mezzo di trasporto chiave per i terroristi, oltre a servire costantemente come armi. È quindi necessario monitorare e tracciare tutti i veicoli nella prefettura».
L'installazione dei sistemi di navigazione satellitare Beidou di fabbricazione cinese in tutti i veicoli privati, di seconda mano e governativi è stata resa necessaria dal 20 febbraio 2020.

## Risposte internazionali

### Reazioni all'ONU
Nel luglio 2019, 22 Paesi hanno emesso una lettera congiunta alla 41ª sessione del Consiglio per i diritti umani delle Nazioni Unite (UNHRC), condannando la detenzione di massa di uiguri e altre minoranze in Cina, chiedendo alla Cina di «astenersi dalla detenzione arbitraria e dalle restrizioni alla libertà di movimento di uiguri e altre comunità musulmane e minoritarie nello Xinjiang».
Nella stessa sessione, 50 Paesi hanno emesso una lettera congiunta a sostegno delle politiche cinesi dello Xinjiang, criticando la pratica di «politicizzare le questioni relative ai diritti umani». La lettera affermava che «la Cina ha invitato nello Xinjiang numerosi diplomatici, funzionari di organizzazioni internazionali e giornalisti» e che «ciò che hanno visto e sentito nello Xinjiang contraddiceva completamente quanto riportato dai media».
Nell'ottobre 2019, 23 Paesi hanno rilasciato una dichiarazione congiunta all'ONU esortando la Cina a «sostenere i suoi obblighi e impegni nazionali e internazionali per il rispetto dei diritti umani». In risposta, 54 Paesi, tra cui dittature come la Corea del Nord, hanno rilasciato una dichiarazione congiunta a sostegno delle politiche cinesi dello Xinjiang. La dichiarazione «ha parlato positivamente dei risultati delle misure di antiterrorismo e deradicalizzazione nello Xinjiang e ha osservato che queste misure hanno effettivamente salvaguardato i diritti umani fondamentali delle persone di tutti i gruppi etnici».
Altri Paesi si sono poi aggiunti alla condanna delle politiche cinesi nello Xinjiang, mentre quelli che le supportavano sono diminuiti. A ottobre 2020, 39 Paesi le condannavano e 45 supportavano.
Nel febbraio 2020, le Nazioni Unite hanno chiesto l'accesso senza ostacoli prima di una proposta di visita conoscitiva nella regione.

### Reazioni per Paese

#### Europa
Oltre a firmare una dichiarazione congiunta sulle violazioni etiche che colpiscono la comunità uigura nello Xinjiang, paesi come la Germania e la Norvegia hanno adottato ulteriori misure per esprimere le loro opinioni su questo tema. La Germania ha specificamente invitato la Cina a fornire l'accesso ai diritti umani delle Nazioni Unite ai campi. Inoltre, la Norvegia ha formato un gruppo di sensibilizzazione contro i campi di internamento.
Nel 2019, il Parlamento europeo ha assegnato il Premio Sakharov a Ilham Tohti, intellettuale ed attivista uiguro condannato all'ergastolo con accuse relative al "separatismo uiguro". Da marzo 2021, la Cina ha proibito ai diplomatici dell'Unione europea di visitare Tothi. L'Unione europea ha chiesto alla Cina di liberare Tothi dalla sua detenzione.
Nel marzo 2021, gli ambasciatori dell'Unione europea hanno concordato sanzioni, inclusi divieti di viaggio e congelamento dei beni, contro 4 funzionari cinesi e un'entità cinese per violazioni dei diritti umani contro gli uiguri. Tra i sanzionati dall'UE c'è Zhu Hailun, descritto come l'architetto del programma di indottrinamento.
La Cina ha risposto alle sanzioni dell'UE sanzionando funzionari europei e anche Adrian Zenz.

#### India
In un articolo del 2020 su The Kashmir Magazine, il leader del Kashmir Hashim Qureshi ha sottolineato che gli uiguri vengono messi con la forza nei campi di concentramento nello Xinjiang, aggiungendo: «Ai funzionari musulmani non è permesso farsi crescere la barba o offrire preghiere. Le moschee non possono innalzare minareti alti».

#### Medio Oriente
Molti paesi del Medio Oriente hanno firmato tutti un documento delle Nazioni Unite a difesa dei diritti umani della Cina. Un portavoce del ministero degli Esteri turco ha criticato i campi, ma il presidente turco Recep Tayyip Erdogan ha successivamente difeso la Cina durante la sua visita. Anche Iraq e Iran sono rimasti in silenzio e hanno anche firmato il documento. mentre Arabia Saudita, Egitto e Turchia sono stati accusati di deportare gli uiguri in Cina.
Gli Emirati Arabi Uniti hanno difeso formalmente i record sui diritti umani della Cina. Il Qatar ha sostenuto le politiche della Cina nello Xinjiang fino al 21 agosto 2019; è poi stato il primo paese del Medio Oriente a ritirare la difesa dei campi dello Xinjiang.

#### Africa centrale
La Repubblica Democratica del Congo, il Gabon, la Nigeria, la Somalia e altri paesi dell'Africa centrale hanno difeso la Cina.

#### Sud-est asiatico
Cambogia, Myanmar e Filippine hanno firmato il sostegno formale delle politiche cinesi. Thailandia, Malesia e Cambogia hanno deportato gli uiguri su richiesta della Cina.  Nel dicembre 2009, l'Associazione americana uigura ha espresso preoccupazione per il ritorno in Cina di 20 rifugiati uiguri dalla Cambogia.

#### Nuova Zelanda
Il primo ministro della Nuova Zelanda, Jacinda Ardern, ha visitato Pechino dopo la sparatoria alla moschea di Christchurch e ha discusso in privato dello Xinjiang con Xi Jinping. Nulla è risultato da tali conversazioni e Ardern non ha approfondito ulteriormente questo argomento. Il New York Times pensò che l'apparente mancanza di preoccupazione fosse dovuta al fatto che la Nuova Zelanda esporta molti prodotti in Cina, tra cui latte, carne e vino.

#### Pakistan
Uno studio del governo pakistano ha scoperto che i giornali conservatori e gli ecclesiastici del paese si oppongono alla repressione degli uiguri, spesso chiedendo una maggiore libertà religiosa per gli uiguri. Presentato il rapporto, l'ambasciata cinese ha chiesto al Pakistan di gestire i sentimenti negativi sulla Cina all'interno del Pakistan.

#### Russia
La Russia ha espresso sostegno al trattamento riservato dalla Cina agli uiguri in più occasioni. Ha firmato entrambe le dichiarazioni alle Nazioni Unite (a luglio e ottobre 2019) a sostegno delle politiche cinesi dello Xinjiang.

#### Stati Uniti
Il Congresso degli Stati Uniti ha approvato lo Uyghur Human Rights Policy Act in reazione ai campi di rieducazione. L'Associazione americana uigura ha affermato che l'approccio militare di Pechino al terrorismo nello Xinjiang è terrorismo di Stato. Il Museo Memoriale dell'Olocausto degli Stati Uniti ha rilasciato dichiarazioni sulle condizioni nello Xinjiang scrivendo:
La campagna del governo cinese contro gli uiguri nello Xinjiang è multiforme e sistematica. È caratterizzato da detenzione di massa, lavoro forzato e leggi discriminatorie e supportato da modalità di sorveglianza ad alta tecnologia.

### Visite ufficiali ai campi
La Cina ha invitato più di 1.000 diplomatici, funzionari di organizzazioni internazionali, giornalisti e personaggi religiosi a visitare lo Xinjiang. Molti diplomatici, funzionari e giornalisti di vari paesi hanno visitato la regione.
Dopo una visita nello Xinjiang avvenuta a marzo 2019, l'Organizzazione della cooperazione islamica lodò la Cina per aver fornito assistenza ai cittadini islamici. Il capo dell'antiterrorismo delle Nazioni Unite, il russo Vladimir Voronkov, ha visitato lo Xinjiang nel 2019 e non ha trovato nulla di incriminante nei campi. La visita ha suscitato la rabbia del Dipartimento di Stato americano.

### Definizione del trattamento degli uiguri come "genocidio culturale" o "etnocidio"

Pagine dai China Cables

Dall'uscita dei documenti noti come Xinjiang papers e China Cables nel novembre 2019, vari giornalisti e ricercatori hanno definito il trattamento riservato dal governo cinese agli uiguri un etnocidio o un genocidio culturale. Nel novembre 2019, Adrian Zenz ha descritto i documenti classificati come una conferma «che questa è una forma di genocidio culturale». Azeem Ibrahim di Foreign Policy ha definito il trattamento riservato dalla Cina agli uiguri una «campagna deliberata e calcolata di genocidio culturale» nel dicembre 2019. James Liebold, professore presso l'Università australiana La Trobe, ha definito il trattamento degli uiguri da parte del governo cinese un «genocidio culturale» e ha affermato che «nelle loro stesse parole, i funzionari del partito stanno "lavando i cervelli" e "purificando i cuori" per "curare" coloro che sono stregati da pensieri estremisti».
Nel luglio 2020, gruppi di attivisti uiguri hanno presentato una denuncia alla Corte penale internazionale chiedendo di indagare sui funzionari della RPC per crimini contro gli uiguri, comprese le accuse di genocidio.
Gli avvocati del Dipartimento di Stato degli Stati Uniti hanno concluso nel 2021 che l'imprigionamento di massa e il lavoro forzato in Cina di uiguri nello Xinjiang equivalgono a crimini contro l'umanità, ma che non ci sono prove sufficienti per dimostrare il genocidio. Nell'aprile 2021, i professori universitari Jeffrey D. Sachs e William Schabas hanno scritto su Project Syndicate che «fino a quando il Dipartimento di Stato non potrà dimostrare l'accusa di genocidio, deve ritirarla.» Aggiungono anche che invece dovrebbe favorire un'indagine ONU sulla situazione nello Xinjiang. Il settimanale britannico The Economist riporta che il termine "genocidio" non può essere applicato alla questione uigura perché non corrisponde alla definizione di genocidio data dall'ONU.
All'indomani della fuga di notizie del 2019 dei Xinjiang papers, sono stati fatti appelli per un boicottaggio delle Olimpiadi invernali del 2022. In una lettera del 30 luglio 2020, il World Uyghur Congress, organizzazione finanziata dalla statunitense National Endowment for Democracy, ha esortato il Comitato olimpico internazionale a riconsiderare la decisione di tenere le Olimpiadi a Pechino.